# 鲍明炜
鲍明炜（1919年—2007年8月7日），男，山东鄄城人，中国语言学家，曾任南京大学文学院教授，江苏省语言学会会长。